# Награда Силвануса Тейера
Награда Силвануса Тейера (англ. Sylvanus Thayer Award) — ежегодная награда, присуждаемая Военной академией США (Вест-Пойнт). Названа в честь Силвануса Тейера.
Право на награду имеют американские военнослужащие, как находящиеся на действительной службе, так и отставные. В настоящее время награда вручается не только выпускникам Вест-Пойнта.

## Лауреаты
- 1958 — Эрнест Орландо Лоуренс
- 1959 — Джон Фостер Даллес
- 1960 — Генри Кэбот Лодж
- 1961 — Дуайт Дэвид Эйзенхауэр
- 1962 — Дуглас Макартур
- 1963 — Джон Макклой
- 1964 — Роберт Ловетт
- 1965 — Джеймс Брайант Конант
- 1966 — Карл Винсон
- 1967 — Фрэнсис Джозеф Спеллман
- 1968 — Боб Хоуп
- 1969 — Дин Раск
- 1970 — Эллсуорт Банкер[англ.]
- 1971 — Нил Армстронг
- 1972 — Билли Грэм
- 1973 — Омар Брэдли
- 1974 — Робер Мерфи
- 1975 — Аверелл Гарриман
- 1976 — Гордон Грей
- 1977 — Роберт Стивенс
- 1978 — Джеймс Киллиан
- 1979 — Клэр Бут Люс
- 1980 — Теодор Хесберг[англ.]
- 1981 — Джеймс Уэбб
- 1982 — Дэвид Паккард
- 1983 — Джеймс Дулиттл
- 1984 — Стэнли Роджерс Ресо
- 1985 — Фрэнк Пэйс
- 1986 — Эдвард Теллер
- 1987 — Барри Моррис Голдуотер
- 1988 — Уоррен Бергер
- 1989 — Рональд Рейган
- 1990 — Майк Мэнсфилд[англ.]
- 1991 — Пол Нитце[англ.]
- 1992 — Джордж Шульц
- 1993 — Сайрус Вэнс
- 1994 — Джордж Герберт Уокер Буш
- 1995 — Барбара Джордан
- 1996 — Джон Уильям Весси
- 1997 — Уолтер Кронкайт
- 1998 — Колин Пауэлл
- 1999 — Норман Огастин[англ.]
- 2000 — Генри Киссинджер
- 2001 — Дэниел Иноуэ
- 2002 — американский солдат[англ.]
- 2003 — Гордон Салливан
- 2004 — Боб Доул
- 2005 — Сандра Дэй О’Коннор
- 2006 — Том Брокау
- 2007 — Фредерик Кросен[англ.]
- 2008 — Уильям Джеймс Перри
- 2009 — Росс Перо
- 2010 — Джеймс Бейкер
- 2011 — Роберт Гейтс
- 2012 — Айк Скелтон[англ.]
- 2013 — Мадлен Олбрайт
- 2014 — Кондолиза Райс
- 2015 — Гэри Синиз
- 2016 — Мюллер, Роберт
- 2017 — Джордж У. Буш
- 2018 — Леон Панетта
- 2019 — Энн Данвуди